# Liga Deportiva Universitaria
Liga Deportiva Universitaria, også blot kendt som La Liga, er et fodboldhold fra Quito i Ecuador. La Liga er nidobbelt ecuadorianske mestre, senest i 2007, og efterfølgende vandt holdet for første gang Copa Libertadores i 2008.